# شیمیزو-کو، شیزوئوکا
شیمیزو-کو (به لاتین: Shimizu-ku) یک منطقهٔ مسکونی در ژاپن است که در شیزوئوکا واقع شده‌است. شیمیزو-کو ۲۶۵٫۵۴ کیلومتر مربع مساحت و ۲۴۴٬۸۹۴ نفر جمعیت دارد.